# Sabatarianizm szeklerski
Sabatarianizm szeklerski lub sabatarianizm siedmiogrodzki (transylwański) (niem. Sambatianer, Siebenbürgische Sabbatianer, węg. Szombatosok, zombatosok, sabbatariusok, zsidózók, Şomrei Sabat) – grupa religijna sabatarian, istniejąca w Siedmiogrodzie i na Węgrzech od XVI do XIX wieku, która łączyła chrześcijański unitarianizm z judaizmem. 

## Historia
Ta grupa powstała głównie w środowisku siedmiogrodzkich Węgrów (Szeklerów), stąd wzięła się jej nazwa. Wyłoniła się na skutek rozłamu wśród antytrynitarzy (unitarian) w 1588, jako rezultat działalności Andrása Eőssy'ego i Simona Péchiego – stronników Matthiasa Vehe.
Początkowo grupa głosiła, że Jezus Chrystus to mesjasz, jednak stopniowo zaczęła podkreślać w nim cechy ludzkie, a w końcu zaczęła porzucać tradycję chrześcijańską na rzecz judaizmu (uznawać tylko Stary Testament, świętować święta żydowskie, jeść koszerne potrawy, zachowywać szabat, z wyjątkiem praktykowania obrzezania).
W okresie największego rozkwitu grupa liczyła 20 tysięcy wyznawców, jednak kiedy rozpoczęto ich prześladowania w 1635, liczebność grupy zaczęła maleć, a w końcu ostatni wyznawcy  z Bözöd-Ujfalu (Bezidu Nou) przyjęli judaizm w latach 1868–1874.
W XIX wieku historię i tradycje tej grupy opracowywali: dr Beck, József Bánóczi, prof. Wilhelm Bacher i pisarz Zsigmond Kemény.